# 康納·羅伯茨
康納·羅伯茨（英語：Connor Roberts；1992年12月8日—）是一位威爾士足球運動員。在場上的位置是守門員。他現在效力於威爾士足球超級聯賽球隊班戈爾城足球俱樂部。他同時擁有代表北愛爾蘭和威爾士參加國際賽事的資格。

## 外部連結
- 足球数据库：康納·羅伯茨的球员统计数据